# 克卜勒1625b
克卜勒1625b（Kepler-1625b）是一顆距離地球約4000光年的太陽系外行星，母恆星是黃色恆星克卜勒1625。克卜勒1625b是一顆半徑為地球5.9到11.67倍的氣態巨行星，軌道週期287.4日。克卜勒1625b在行星系統內位於適居帶內部或附近，確切位置則取決於母恆星體積精確值而定。2017年時，天文學家宣稱觀測資料暗示克卜勒1625b有一顆體積約為海王星大小的系外衛星存在，軌道半徑為克卜勒1625b半徑的20倍。

## 行星特性

### 質量與半徑
克卜勒1625b是一顆體積與木星接近的氣態巨行星，此類行星的半徑為地球的數倍，並且主要由氫和氦組成。它的半徑最大值約為地球的12倍，稍大於木星。然而，基於其可能存在的衛星觀測資料顯示其質量最大為木星的10倍（地球的3180倍）。這表示其質量低於核心部分可發生將氫核融合成氘的13倍木星質量下限。如果克卜勒1625b的質量再上升，就可能是棕矮星。因為克卜勒1625b為高質量與體積的行星，其重力場強度可能極高，表面重力估計值為地球表面的22.08倍，並且密度估計值最高達到10.15 g/cm^3。

### 軌道與表面溫度
和太陽系內的氣態巨行星不同的是，克卜勒1625b的軌道接近母恆星的適居帶範圍。軌道週期為287日，即0.786年。克卜勒1625b的軌道半徑為0.811天文單位，與金星和太陽的距離相當。因此它的表面平衡溫度約為350 K（77 °C），稍低於水的沸點。但克卜勒1625b很可能沒有固態表面，則液態水也不可能存在於克卜勒1625b的表面。

### 各種體積估算模型
目前克卜勒1625b的母恆星克卜勒1625的確切體積仍未完全明朗。最廣被接受的值為1.79倍太陽半徑和1.08倍太陽質量，表面溫度5548 K。然而，另一個模型則是半徑為太陽的84%，質量為太陽的86%，並且表面溫度是稍高於太陽的5645 K。如果克卜勒1625的狀態符合第二個模型，則克卜勒1625b的半徑大約只有地球的6倍，並且位於較保守估計適居帶的中央位置，表面平衡溫度為與地球相近的253 K（−20 °C）。

## 系外衛星候選
2017年7月，天文學家宣稱在克卜勒1625b的觀測資料中發現有一顆體積與海王星相當的衛星，環繞母行星的軌道約為母行星半徑的20倍。
2018年10月出版的論文指出，天文學家基於哈伯太空望遠鏡的觀測資料發現該系外衛星候選天體克卜勒1625b I。論文中指出母行星的質量大約為木星的數倍，而該衛星的半徑可能接近海王星。該研究總結系外衛星假設是該系列觀測結果最簡單且最適當的解釋，儘管該論文也警告實際上衛星存在的機率很難判定。